# Fagonia
Genre
Classification phylogénétique
Fagonia est un genre de plantes à fleurs sauvages de la famille des Zygophyllaceae, qui compte environ 35 espèces. 

## Étymologie
Le genre a été nommé d'après Guy-Crescent Fagon, botaniste et premier médecin de Louis XIV (1638-1718).

## Distribution
Le genre est présent dans certaines parties de l'Afrique, dans le bassin méditerranéen, au Moyen-Orient, en Inde et dans certaines parties d'Amérique. Ses espèces se trouvent dans les déserts, les oueds, les fossés et sur les affleurements rocheux, y compris en altitude.

## Description
Fagonia laevis est une herbe vivace du désert du sud-ouest des États-Unis. Elle possède des feuilles opposées, trifoliées avec des stipules spinescentes, une corolle rose et des fruits lisses. En culture, on a constaté que F. indica avait une longue racine pivotante et que sa croissance ralentissait lorsque les températures descendaient en dessous de 18 °C.

## Usage
En matière ethnobotanique, les espèces de Fagonia ont été utilisées en médecine ayurvédique et dans d'autres médecines traditionnelles pour traiter de nombreuses maladies. 
Les produits commerciaux de Fagonia disponibles sur le web appellent à la prudence car les espèces y contenues ne sont que peu ou pas authentifiées sur base d'une analyse ADN. Il se peut que toutes les espèces de Fagonia contiennent des composés médicinaux, mais ce n'est pas encore établi. Des recherches menées en 2014 au Pakistan ont montré que les six espèces pakistanaises de Fagonia, qui ne sont pas toutes vérifiées, étaient présentes dans les produits commerciaux de Fagonia vendus sur le marché d'Islamabad.

## Liste des espèces
Note : de nombreux articles scientifiques citent Fagonia cretica comme espèce étudiée. Cependant, en raison de la réorganisation des espèces de Fagonia par Beier en 2005, les chercheurs ont découvert qu'ils avaient en fait étudié une autre espèce de Fagonia, à savoir Fagonia indica.
| - Fagonia acerosa - Fagonia arabica - Fagonia bruguieri - Fagonia charoides - Fagonia chilensis - Fagonia cretica - Fagonia densa - Fagonia glutinosa - Fagonia gypsophila - Fagonia hadramautica - Fagonia harpago - Fagonia indica - Fagonia laevis - Fagonia lahovarii - Fagonia latifolia - Fagonia latistipulata | - Fagonia longispina - Fagonia luntii - Fagonia mahrana - Fagonia minutistipula - Fagonia mollis - Fagonia olivieri - Fagonia orientalis - Fagonia pachyacantha - Fagonia palmeri - Fagonia paulayana - Fagonia rangei - Fagonia scabra - Fagonia scoparia - Fagonia subinermis - Fagonia villosa - Fagonia zilloides |